# Scaevola chamissoniana
Scaevola chamissoniana är en tvåhjärtbladig växtart som beskrevs av Charles Gaudichaud-Beaupré.
Scaevola chamissoniana ingår i släktet Scaevola och familjen Goodeniaceae. Inga underarter finns listade i Catalogue of Life.

## Bildgalleri

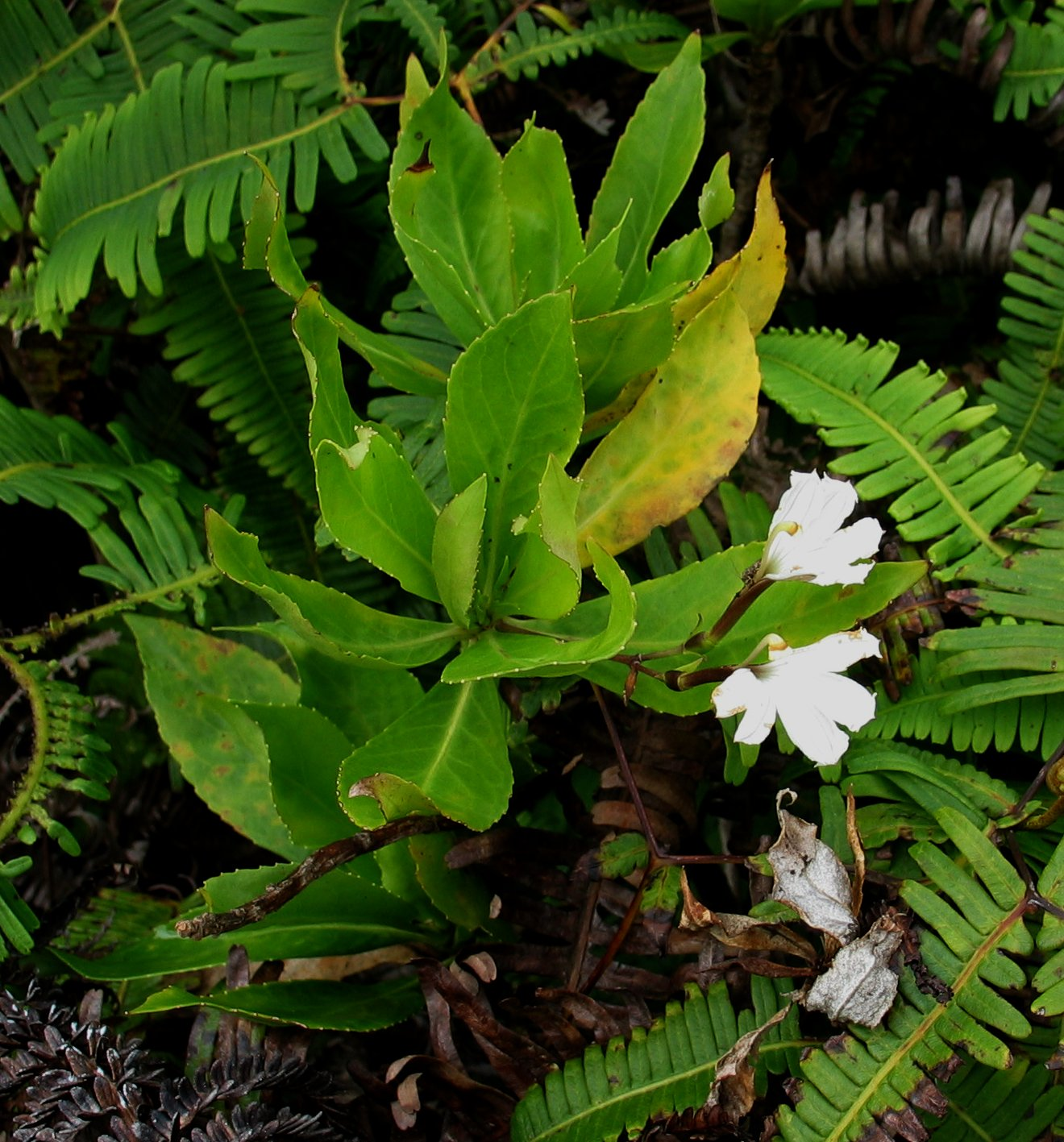
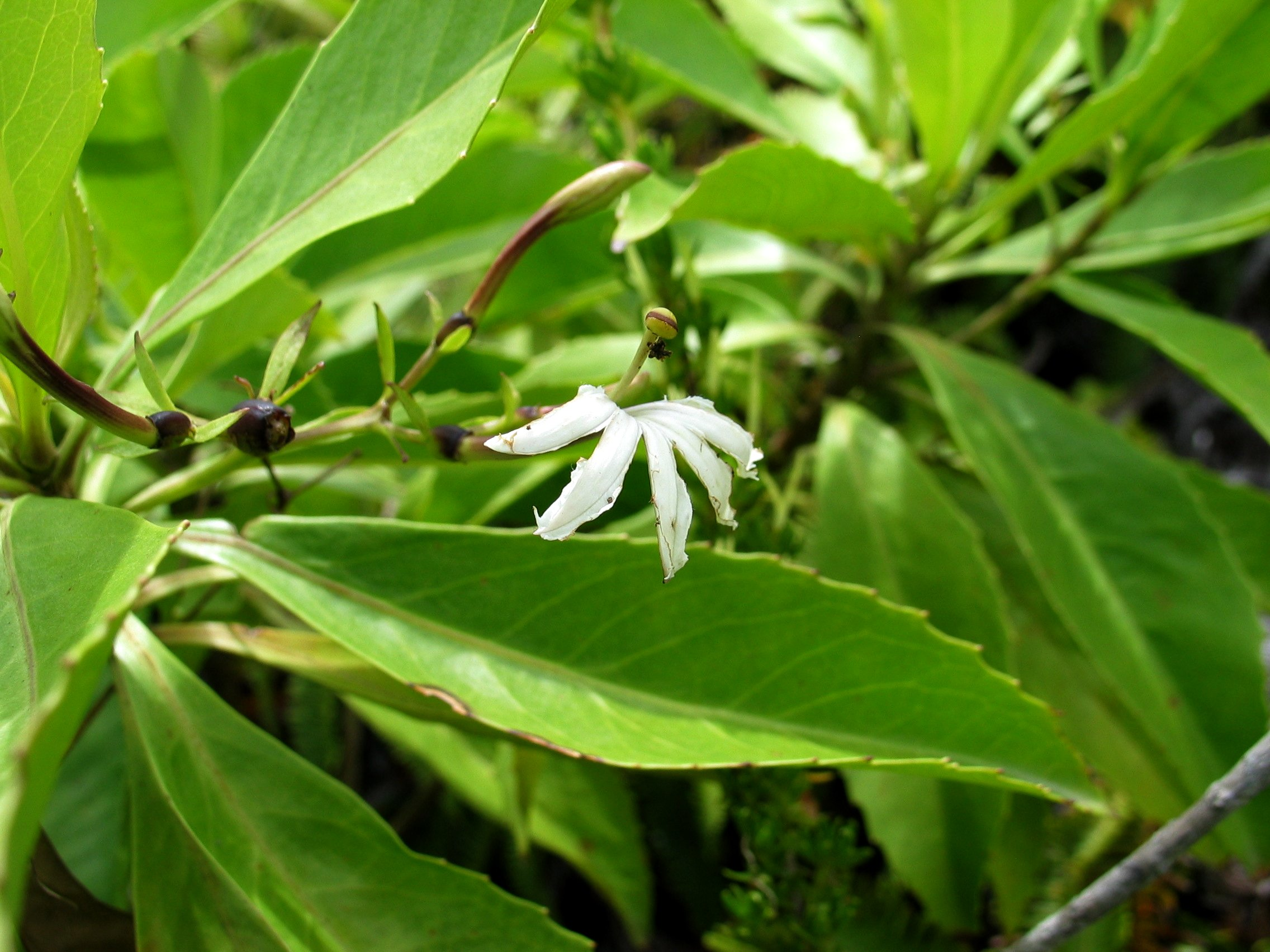
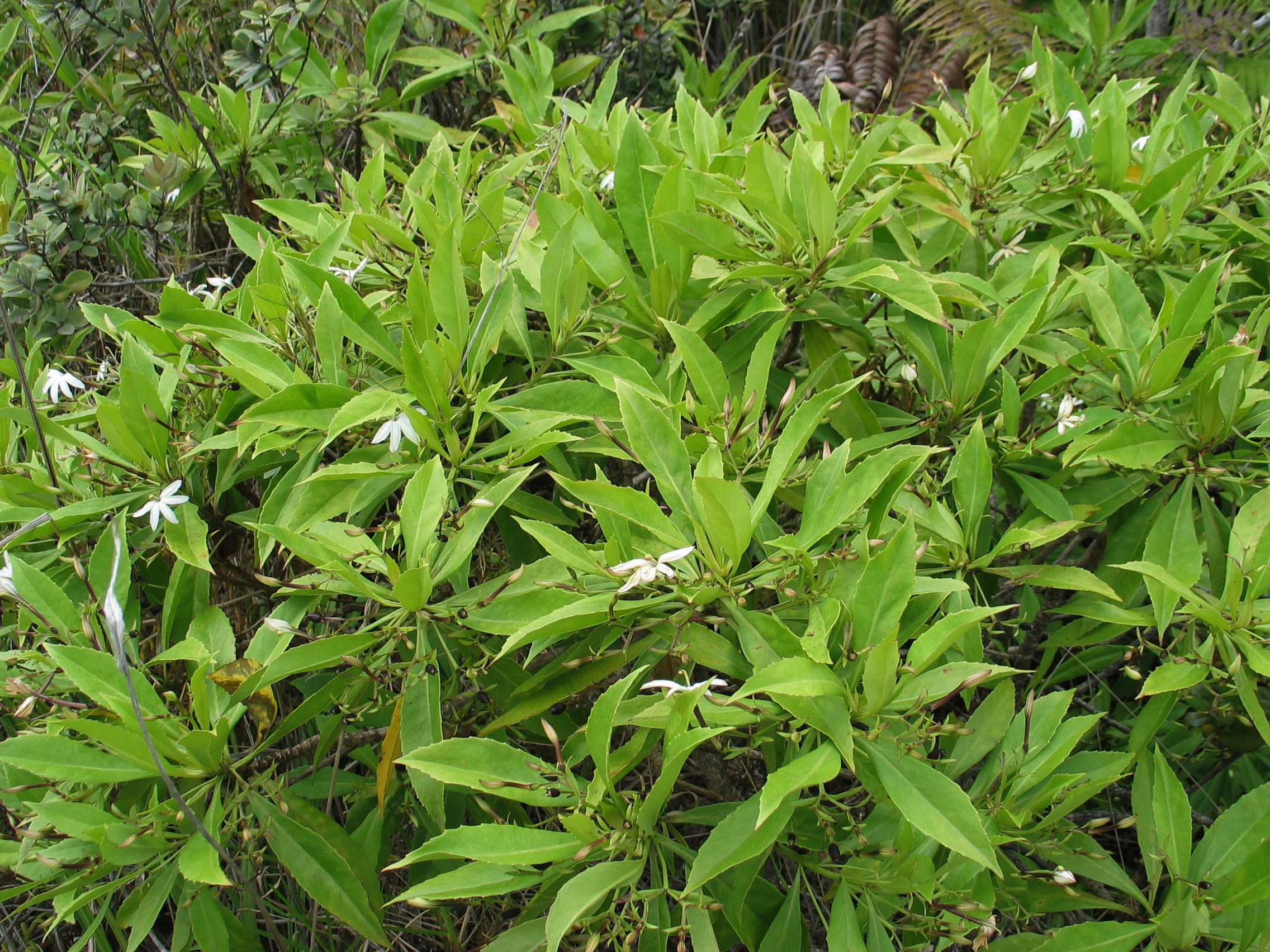
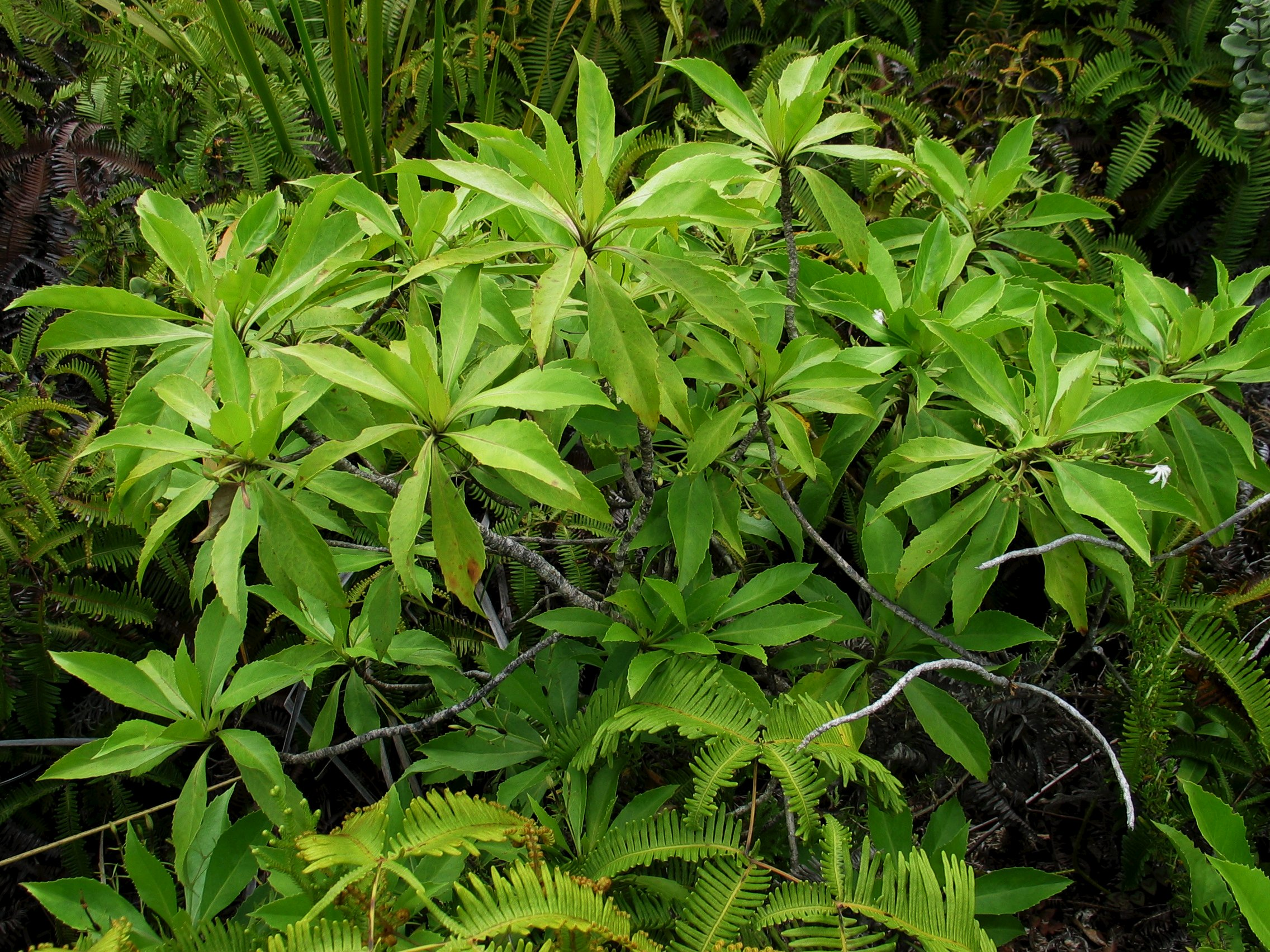
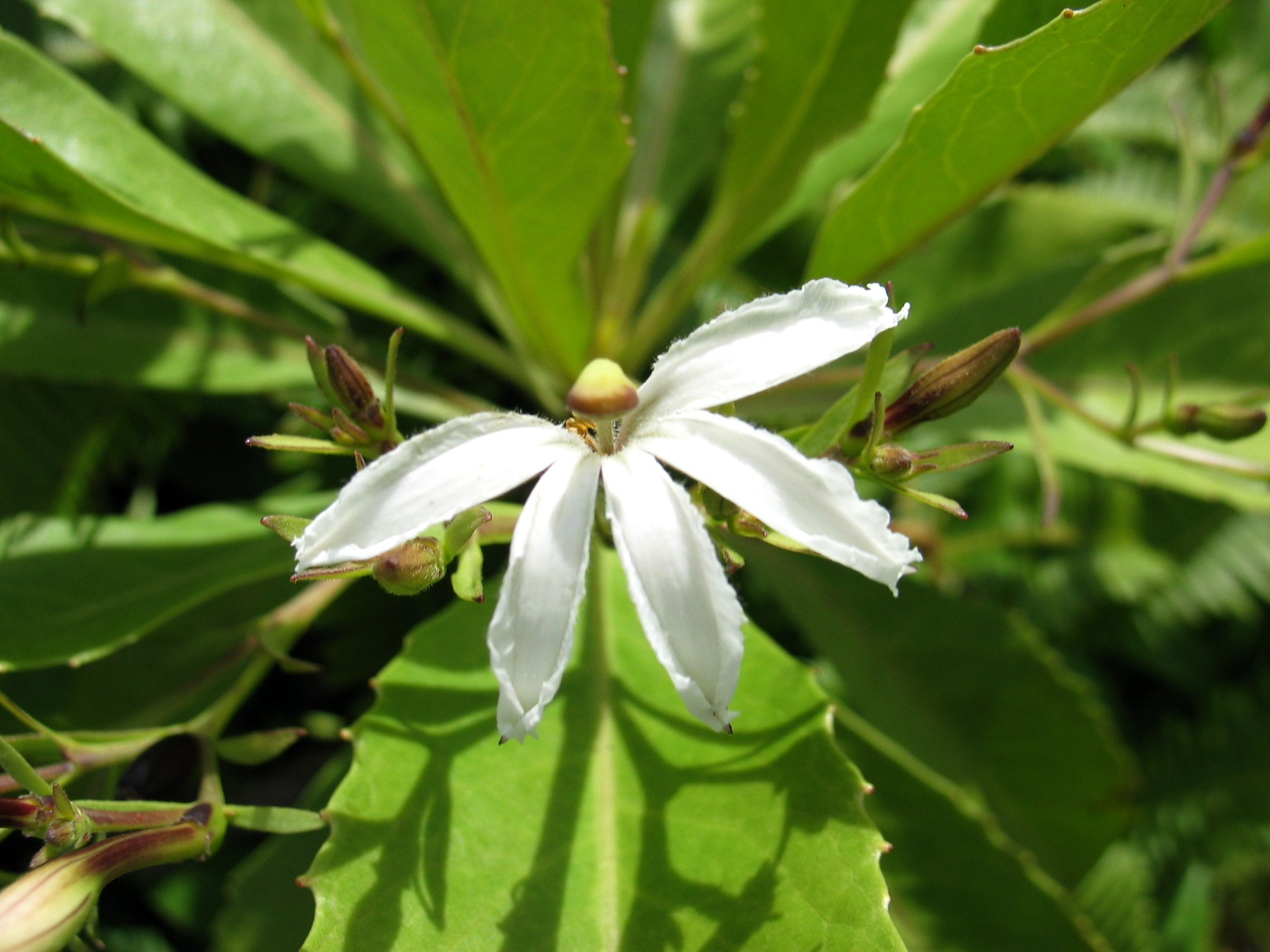
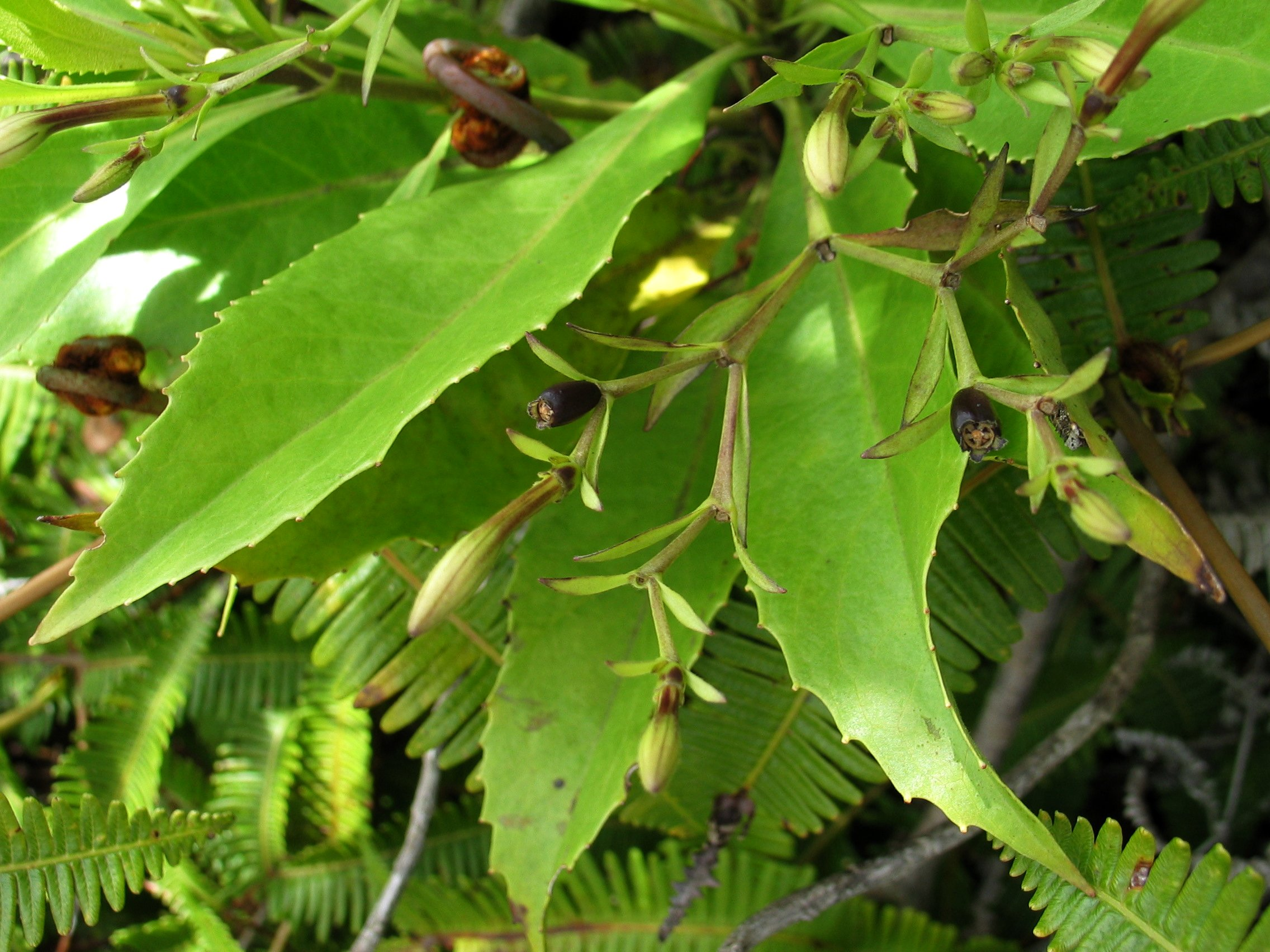